# Ainuové
Ainuové či Ainové (japonsky アイヌ, Ainu; rusky Айны, Ajny) jsou malý domorodý národ čítající kolem 25 000 příslušníků (podle neoficiálních odhadů ale jejich počet, včetně míšenců, šplhá až k 200 000). V současné době jich většina žije v Japonsku, kde jsou soustředění hlavně na severním ostrově Hokkaidó, či v malých společenstvích v Ruské federaci (zejména na poloostrově Kamčatka).
Ainuové jsou původními obyvateli severní poloviny hlavních japonských ostrovů, Kuril a Sachalinu, geneticky značně odlišní od Japonců, s nimiž vedli v běhu dějin dlouhé války a byli jimi částečně vyhubeni a částečně násilně asimilováni. Pro svůj nižší stupeň hmotné úrovně, nedostatek státní organizace a „zvláštní“ vzhled (zejména bohaté plnovousy u mužů), jakož i zvyky a náboženské představy, hráli Ainuové v japonské kultuře roli „těch druhých“ – zaostalých, méněcenných, nepřátelských barbarů, které je třeba zatlačovat, vybíjet, popř. „zcivilizovat“. Ozvuky tohoto přístupu dodnes v japonské společnosti přetrvávají a mají svůj podíl na trvající špatné sociální situaci ainuské menšiny.

## Rozšíření

Dnešní (1999) rozšíření na ostrově Hokkaidó

Ainuové původně obývali rozsáhlé území zahrnující ostrov Hokkaido, severní část Honšú, ostrov Sachalin, Kurilské ostrovy a jižní cíp poloostrova Kamčatka.

## Historie

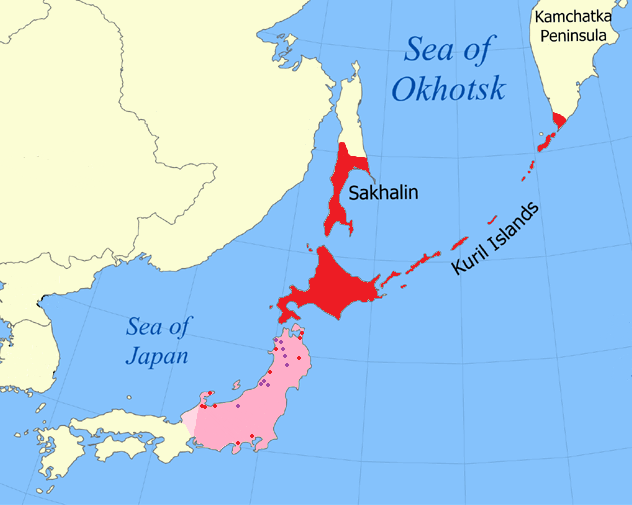
Historické rozšíření Ainuů

Historie Ainuů je velice pohnutá. Všeobecně se dnes soudí, že tato kultura je přímým pokračovatelem kultury japonského období Džómon (cca 10 000 př. n. l. – 300 př. n. l.). Srovnávací studie K. Hanihary (v knize Origins of Japan) a Y. Dodo (kniha Way of Mongoloid) ukazuje, že mezi lidem Džómon a Ainu existuje více společných morfologických a kulturních znaků, než mezi lidem Džómon a Jamaty (vlastními Japonci).

### První zmínky (488 n. l. – 655 n. l.)
Již stará čínská kronika Só-šó se zmiňuje o království Bu, jehož král si podrobil 55 oblastí Ainuů. V jiné čínské knize se praví o vysokých horách (pohoří Hakone), které dělí království Jamato a zemi Ainu.
V severních teritoriích obývaných Jamaty byly budovány hraniční pevnosti a vztahy mezi oběma etniky byly poměrně dobré, čehož důkazem může být přijetí několika Ainuů z regionů Koši a Mičinoku na japonském císařském dvoře v roce 655 a jejich oficiální uznání tím, že obdrželi jakousi společenskou „hodnost“.

### Dobývání Hirafem z Abe (658–663)
Abe no Hirafu byl jmenován guvernérem nově obsazené provincie Koši a jeho kampaň proti Ainuům spočívala v použití flotily zhruba 180 válečných lodí. Těmi se vydal do Japonského moře dobýt ainuské pobřežní osady. Podařilo se mu obsadit oblast Akita, kde ustavil svého zástupce a pokračoval po plážích Arimy hlouběji do vnitrozemí. Narazil na tzv. Ainuy z Watarašimy, s nimiž vyjednal mírovou smlouvu. Po čase se mu podařilo na ostrově Hokkaidó, za souhlasu místních domorodců, založit císařský úřad v Širibeši.
Hirafu se ovšem během své mise nesetkal vždy s vřelým přijetím jako v případě Ainuů z Watarašimy. Například kmen Šukušin (dle předpokladů nejseverněji žijící kmen Ainuů na dnes obtížně lokalizovatelném ostrově Herobe, zřejmě separátní část Watarašimy) odmítl jeho nabídku na mírové soužití, což způsobilo krvavý střet, ve kterém Jamatům pomáhali právě watarašimští Ainuové. (I mezi jednotlivými ainuskými kmeny panovaly otevřené rozpory, jichž mohli nájezdníci využít.) Po několika vzájemných střetech byl kmen Šukušin poražen, což vedlo k nastolení jamatské/japonské nadvlády v oblasti. Námořní dobývání na čas skončilo kvůli porážce Hirafuovy flotily spojeným loďstvem království Tou (Čína) a Silla (Korea) v bitvě na korejské řece Hakusuki.

### Počátek masivní invaze do Mucu (cca 700–772)
Císařský ministr Takeuči Sukune sdělil, že na východ od císařství se nachází velká a bohatá země Hidakami (situovaná kamsi mezi roviny Sendai a pláně Kitakami), obydlená statečnými Ainuy, jejichž těla jsou výrazně tetována. Doporučil, aby bylo toto území dobyto císařskými vojsky. Na to byla v severní části provincie Ečigo postavena pevnost Iwafune a byly provedeny přípravy k ustavení nové císařské provincie Dewa. Byly podniknuty masivní manévry s cílem obsadit a zajistit severní část Honšú před Ainuy. Do této části byly vyslány dvě námořní flotily, které zaútočily zároveň od Tichého oceánu a Japonského moře, přičemž se opíraly o pozemní podporu pevnosti v Dewě. Po drtivé porážce v ústí řeky Mogami bylo mnoho z Ainuů zavlečeno do západních provincií, aby tak byly zpřetrhány jejich rodinné vazby, mnoho bylo pobito a vyhnáno na sever, na Hokkaidó. Do zpustošených oblastí přesídlilo asi 200 nových jamatských (japonských) rodin.

### Velká válka o Mucu (774–812)
Nově dobytá území však nebyla zpacifikována trvale. Zbylí Ainuové stále toužili znovuzískat své odvěké území, nechtěli se smířit se záborem cizinci. Tyto tendence vyvrcholily povstáním v regionu Ukanme, kde zdejší náčelník Ukuhau odmítl platit císařskému dvoru daně. Posbíral a zorganizoval ozbrojenou družinu a dobyl pevnost Momonu. Odplatou vyslal císař vojevůdce jménem Surugamaro Ótomo, aby se svou armádou čítající 20 000 vojáků vzpouru potlačil. To se také podařilo a velké množství Ainuů bylo deportováno do západních částí jamatského státu, na Kjúšú a Šikoku, kde byli uvrženi do otroctví.
Proti vzbouřencům v provincii Dewa, kteří pobili tamní jamatské síly, se císař rozhodl nasadit speciální císařskou gardu složenou z Ainuů, nakloněných císařskému dvoru, a do jejich čela postavil Azamara z provincie Idži. Roku 780 se ale Azamaro postavil proti císaři, snad kvůli příkořím a šikaně ze strany jamatských důstojníků. Podařilo se mu dobýt pevnost v Idži a zabít zdejšího velitele. Úspěch pokračoval drtivým zásahem proti císařským silám a sebevědomí, když rozdrtil posádku v hlavní baště regionu, pevnosti Takadžó, kterou nechal do základů vypálit. Císařským vojskům v počtu několika desítek tisíc mužů se sice podařilo v tom samém roce Takadžó dobýt zpět, nicméně ještě celý rok se Azamarovi dařilo vytvářet aktivní odpor vůči Jamatu. Mezitím se na scéně objevila legenda, snad nejznámější ainuský válečník a náčelník, Aterui.
Teprve po třech velkých taženích v letech 789, 794 a 801 se císařským vojskům podařilo za cenu obrovských lidských a materiálních ztrát dobýt zpět severní území a donutit Ateruiho, aby se vzdal. Následně byl převezen na císařský dvůr, kde byl i se svým zástupcem Moreiem popraven. Císař tehdy prohlásil, že „duše Ainu je nestálá jako duše divokého zvířete, je jen otázkou času, kdy zradí“.

### Vzpoury ainuských zajatců (805–939)
Během více než sta let bylo zaznamenáno mnoho odbojných akcí přesídlených nebo jinak znásilněných Ainuů. Nejznámější byly zřejmě nepokoje v Dewě, známé též jako povstání v období Gankjó. Jednalo se vůbec o největší masivní povstání té doby, kdy ozbrojené skupiny Ainuů útočily na mnoha místech a způsobily jamatským okupantům těžké ztráty. Známý je masakr u řeky Akita, kdy bylo císařské vojsko poraženo na hlavu a bylo ukořistěno mnoho zbraní. Po roce 879, kdy se podařilo Jamatu (Japonsku) za cenu velkých nákladů získat zpět kontrolu nad oblastí, došlo již jen k jedné významnější vzpouře tohoto období, rebelii v provincii Dewa roku 939. Ainuským jednotkám se podařilo dostat do oblasti Akita a zaútočit na místní hrad. Byli však poraženi a jejich porážkou se uzavírá éra masivního celoplošného odporu Ainuů vůči dvoru.

### Ainuové na Hokkaidu (1200–1250)
Poté, co skončilo období kultury Sacumon, podléhali Ainuové vlivu japonské kultury. Kolem roku 1216 vykázal šógunát Kamakura asi na padesát Ainuů, obviněných z loupeží a pirátství na ostrov Ezo, nyní Hokkaidó. Zároveň byl tehdejším šikkenem Jošitokim Hódžó vyslán Ando Taro, aby zde působil jako guvernér a chránil touto předsunutou pozici. Tarova rodina se usídlila v Tosaminato (dnes vesnice Šiura), přístavu na břehu Japonského moře, a spravovala region Cugaru, ovšem její vliv sahal daleko za hranice tohoto území. Přístav Tosaminato se stal důležitým obchodním centrem ve vzájemném ainusko-japonském obchodování.

### Boj sachalinských Ainuů proti Mongolům (1250–1308)
Mongolská říše (v japonském prostředí zvaná říše Gen) začala od poloviny 13. století podnikat dobyvačné výpravy také východním směrem. Mongolské oddíly dorazily až k ústí řeky Amur, kde se setkaly s etnikem Giljemi, které bychom dnes zřejmě přiřadili ke Nivchům (Giljakům). O nich zřejmě hovoří staré kroniky, jako o Šukušinech, když popisují výpravy Abe Hirafua. Giljemiové se stali spojenci říše Gen. Jejich spojitost s Ainuy je zřejmě založená na jejich problémech s výbojným kmenem Kugi (též Kuj), který je často napadal. Centrum Kugiů se zřejmě nacházelo též u ústí Amuru nebo/a v severní části ostrova Sachalin a má se za to, že to jejich název byl jen jiným pojmenováním pro Ainuy. Každopádně po mongolských výbojích na Sachalin (o síle 1000 plavidel a desetitisíců mužů) přislíbili Kugiové spojenectví s říší Gen.
Mongolové, chystajíce ofenzivu proti japonským ostrovům, požádali Kugie, aby se pustili do stavby válečných plavidel. Výměnou za to nepožadovali po Kugiích daně. Protože však museli odevzdávat téměř veškeré potraviny nově se formující mongolské armádě, vyvrcholila roku 1284 jejich nespokojenost prvním povstáním, které trvalo téměř dva roky a stálo Mongoly 10 000 mužů. Podruhé se postavili na odpor rok po ukončení prvních nepokojů a než byli poraženi mongolskou přesilou, dosáhli výrazných úspěchů, o čemž svědčí i jejich několikanásobná vylodění u pevninských břehů a bojové operace na dolním Amuru. Po jejich porážce byl mezi oběma stranami uzavřen pakt o podrobení se říši Gen.

### Osidlování jižního Hokkaidó Japonci (1432–1739)
Klan Ando byl po porážce klanem Nandu vyhnán na ostrov Hokkaidó, kde vytvořil svou vlastní samosprávu. Čilý obchod s Ainuy a mnohé nové technologie v rybolovu vedly k prosperitě, která dovolovala rodinám podřízeným klanu Ando stavět malé pobřežní pevnosti, tzv. date.
V polovině 15. století pak dochází k ozbrojeným výpadům proti japonským osadám pod vedením Komašajna (též Košamajna), a to až do roku 1457 (Košamajnova bitva), kdy se zbytek místních Japonců sjednotil a zformoval do protiútoku, během kterého se podařilo zabít jak Komašajna, tak jeho syna. Útoky na japonské osady však neustávaly téměř celé další tři čtvrtě století. Až se roku 1515 podařilo zavraždit bratry Šoju a Kušiho (též Kudžiho), toho času vůdce Ainuů. Ani to nestačilo pro potlačení nepokojů a tak bylo rozhodnuto o návratu japonských osadníků do Macumae (jižní část Hokkaidó).
Roku 1648 byla rozpoutána Šakušajnova válka, která původně propukla mezi dvěma znepřátelenými klany Ainuů: Šumu-kuru („západní lidé“) a Menaši-kuru („východní lidé“). Menaši-kuru byli loajální vůči japonským okupantům. Během lítých bojů byl ovšem zabit čelní vůdce podřízený přímo náčelníkovi Onibišimu, což způsobilo velké starosti japonské správě. Mezitím (1653) došlo k odvetě, a Menaši-kuru srovnali, za tiché podpory Japonců, se zemí pevnost Šibutjari a zabili jejího velitele Kamokutaina.
O dva roky později silami nabitý Šakušajn opět zaútočil na Menaši-kuru. Po vyrovnaném boji oficiálně hlavy obou znepřátelených klanů, tedy Šakušajn a Onibiši, podepsali příměří, fakticky však konflikt nikdy neskončil. Po deseti letech příprav byl Onibiši zavražděn ve svém domě a i když se jeho sestra pokusila sestavil síly proti Šakušajnovi, byla poražena a zabita. Region Pae, bašta Menaši-kuru, padla do rukou Šumu-kuru.
Šakušajn způsoboval Japoncům vážné škody a v podstatě nebylo v jejich silách jeho postup nikterak zastavit. Při střetech byly síly víceméně vyrovnané, ale Šakušajn přesto dokázal vítězit. To přimělo Japonce vlákat Šakušajna do léčky. Protože ztráty byly na obou stranách obrovské, rozhodli se Japonci uspořádat banket, kde měla být podepsána mírová smlouva mezi oběma stranami. Šakušajn a jeho 14 nejlepších mužů však bylo zajato a následně sťato. Stalo se tak 24. října roku 1669.
Následně bylo roku 1672 podepsáno příměří mezi Japonci (klan Macumae) a neutrálními nebo poraženými kmeny Ainuů, čímž definitivně skončila vleklá válka. V té době už do hry začalo pomalu vstupovat Ruské carství, které zásadním způsobem zasahovalo do geopolitického uspořádání na Dálném východě.

### Nový daňový systém a jeho dopad na Ainuy (1720–1758)

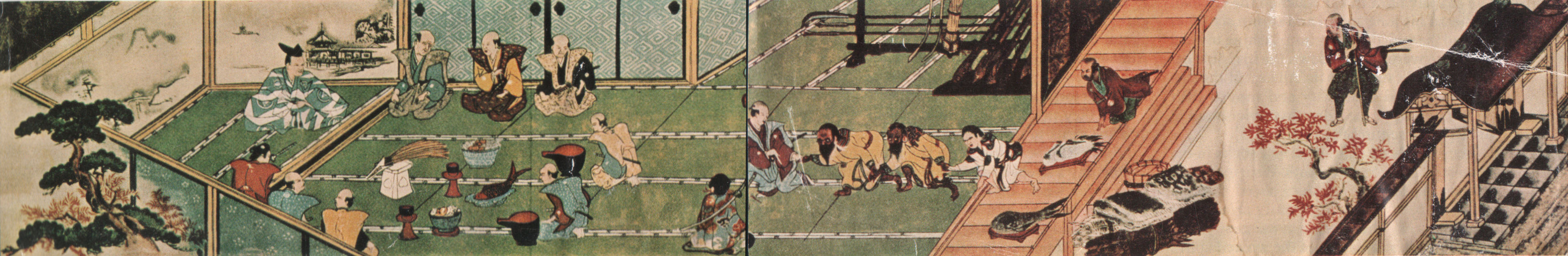
Ainuové (zobrazení jako temní, vousatí a vlasatí barbaři) přinášejí do paláce poblíž Hakodate dary svému japonskému pánovi, pravděpodobně z klanu Macumae (1751)

Kvůli daňovým reformám v souvislosti s novým japonským územně-daňovým systémem, reformou Bašó Ukeoi-Sei, přišli Ainuové o významné oblasti pro rybolov. Redukce takového rázu způsobovaly boj o loviště mezi jednotlivými kmeny, z nichž zřejmě nejkrvavější vzplál mezi kmeny Nošappu a Soja, při kterém 2000 bojovníků klanu Kiitappu (náležícím k Nošappu) téměř vyvraždilo Soje.

### Střety Ainuů s Rusy (1765–1771)
První setkání s Rusy nebylo nikterak přívětivé. Na ostrov Uruppu, jež je součástí Kurilských ostrovů, dorazila skupina ruských lovců, která vyvraždila starce Ainuů a páchala násilí na dalších lidech. Když se v roce 1771 chystali Rusové opět přistát u břehů Uruppu, Ainuové podnikli protiútok, zabili 20 z nich a zbytek se jim podařilo zahnat.

### Povstání na Kunaširi a Menaši (1785–1794)
Po dlouhém období útlaků ze strany klanu Macumae, který nerespektoval šógunovy dekrety o Ainu (nechat z Ezóči vládu lidu Ezo) a, s leckdy sadistickým nádechem, terorizoval Ainu (nechal znásilňovat ženy, zabíjet muže, trávit náčelníky), pohár trpělivosti přetekl. Poslední kapkou zřejmě byla vražda náčelníka z ostrova Kunaširi, Jankičiho. Jankičiho bratr Mamekiri ve vzteku nad tou opovážlivostí podnítil vzpouru proti Japoncům. Podařilo se mu zabít několik desítek japonských vojáků, obchodníků i civilistů, než byl přinucen se se svými 314 muži vzdát. Byl bez odkladu popraven a s ním i další jeho spojenci.
O houževnatosti protijaponského odporu svědčí i to, že ještě v roce 1794 se znovu pokusili kunaširští Ainuové o revoltu, která však byla brzy potlačena.

### V modernizujícím se Japonsku (po 1868)

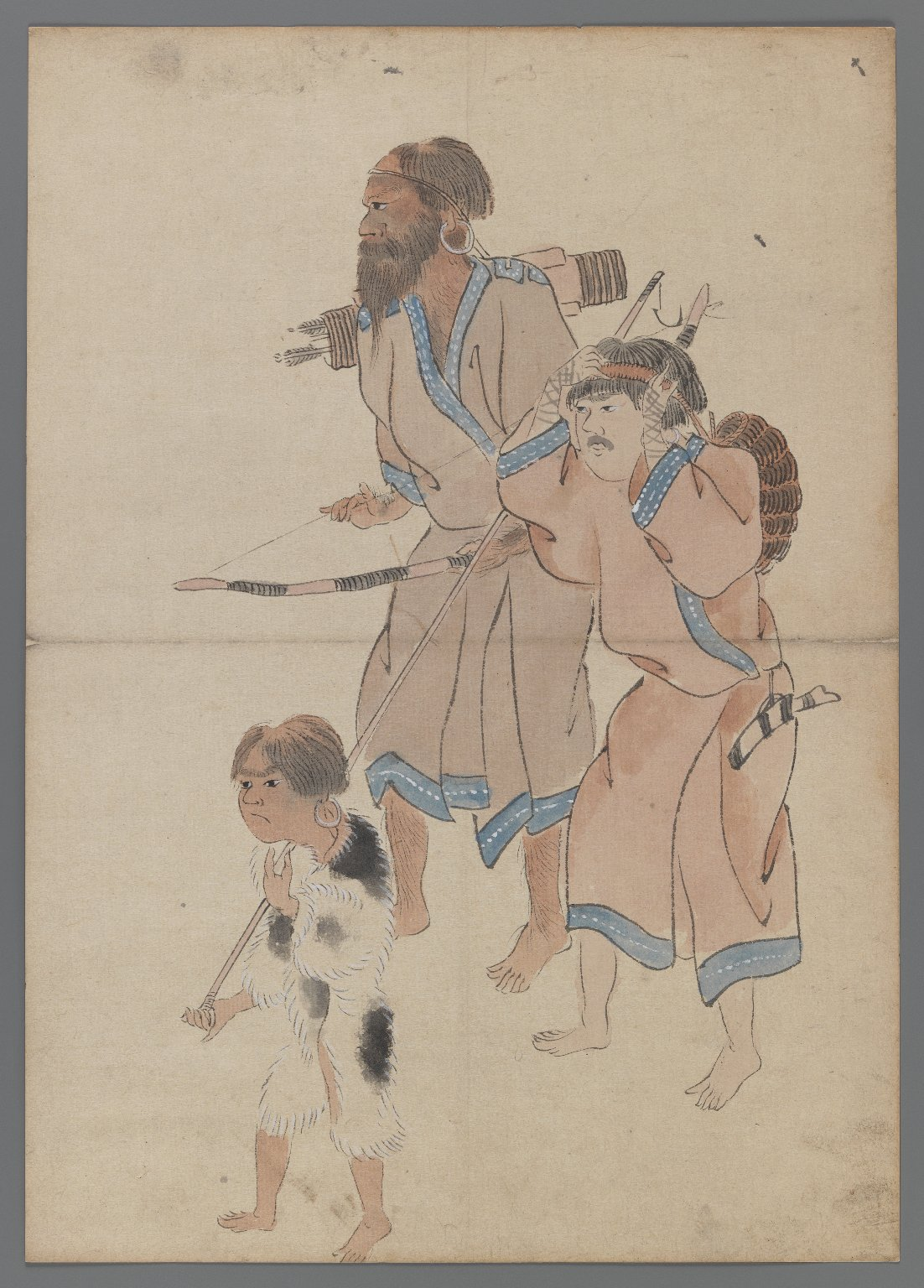
Ainuští lovci. Obraz neznámého japonského malíře z 19. století

Po roce 1867, spolu s reformami Meidži, byla císařským výnosem nařízena expanze japonských rodin do nově nabytých území a započala tak násilná asimilace Ainů s nově příchozími osadníky v masivním měřítku. Spolu s tímto „pojaponštěním“ bylo Ainům zakázáno praktikovat svůj dosavadní styl života.
V roce 1899 sice císař vydal edikt Kjú Dódžin, jež měl zajistit „pomoc“ a „modernizaci“ Ainuů v oblasti zemědělství, fakticky však sklouzl ještě k hlubší diverzifikaci mezi nimi a Japonci. Během této éry, s masivním nárůstem japonské populace a další kolonizací Hokkaidó, docházelo k prohlubující se diskriminaci Ainuů, která trvá dodnes a představuje nepříjemný sociální problém.

### Zlepšení situace? (1923– )
S příchodem dvacátého století, zejména v jeho 2. polovině, se zdá, že Ainuům přece jen začalo blýskat na lepší časy. Čisato Jukiemu se podařilo vydat sbírku básní Svaté verše Ainuů, za podpory zemské vlády na Hokkaidu vznikla Asociace hokkaidských Ainuů a vyšla poutavá díla Kotan od Hokuto Ibašiho, Mladému Utari od Jaeko Bachelorové a Pláč Ainuů od Tuzu Kaizawy.
Roku 1961 byla asociace přejmenována na Asociaci Utari z důvodu negativního povědomí veřejnosti při vyslovení slova Ainu, jako spojení s čímsi podřadným a nečistým. V roce 1986, navzdory všem obrodným příznakům znovunalezené národní identity Ainuů, však tehdejší nacionalisticky orientovaný japonský premiér Jasuhiro Nakasone prohlásil, že „Japonsko je jednonárodnostní stát. Zde, mezi lidmi, kteří se nazývají japonskými občany, neexistují žádné národnostní menšiny.“
V roce 1997 byl vydán nový zákon o původním obyvatelstvu Japonska, který konečně přiznal Ainuům důstojnost a zařadil je a jejich kulturu mezi národní poklady země.

## Náboženství a mytologie

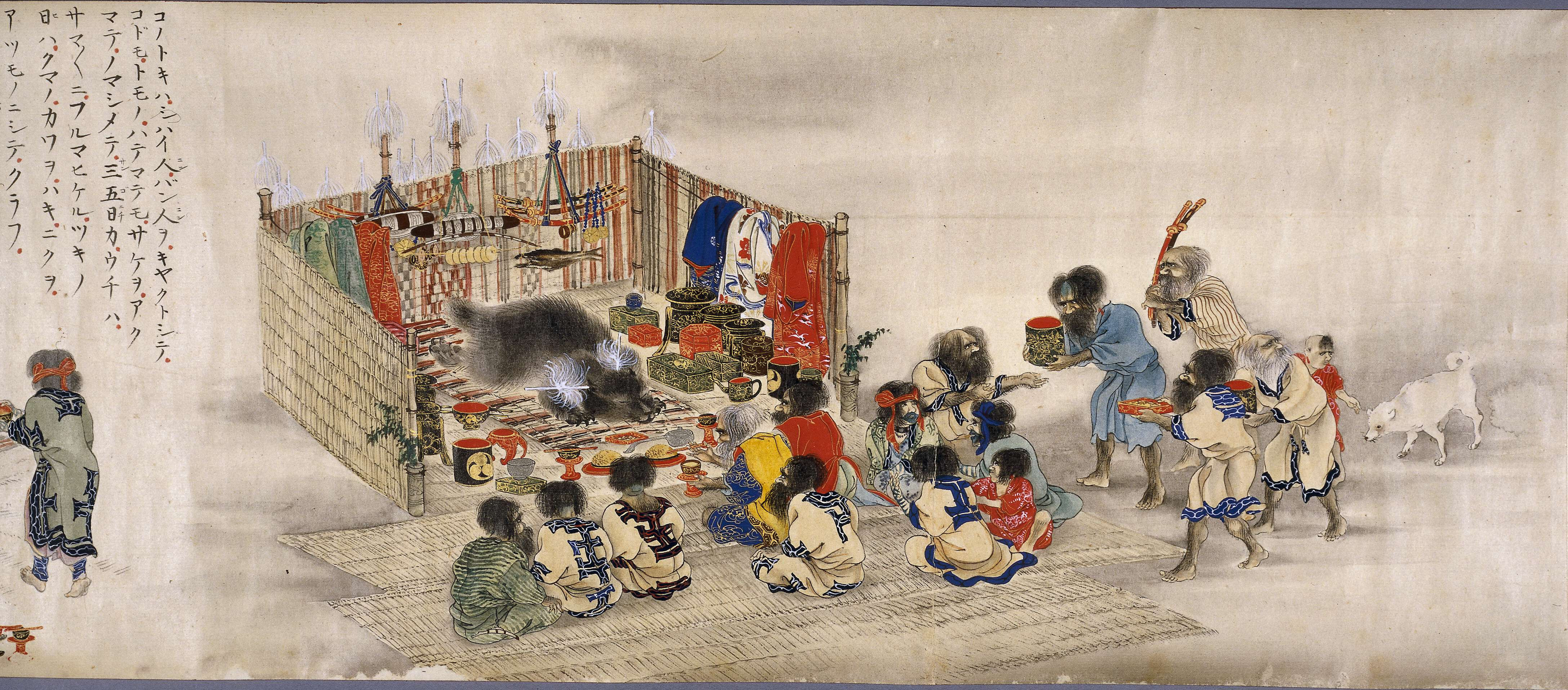
Obětování medvěda

## Příbuzenství s historickým národem Emiši
Zatímco současné výzkumy do značné míry vyvrátily názor, že starověký národ Emiši byl totožný s národem Ainuů, přesný vztah mezi nimi zůstává nadále sporný. Je jisté, že přinejmenším někteří Emiši hovořili  Ainštinou a byli etnicky spřízněni s Ainuy.  Emiši však mohli zahrnovat i neainuské skupiny, jež mohou být spojovány buď se skupinami vzdáleně příbuznými s Ainuy (skupiny podobné Ainu), ale tvořící vlastní etnicitu, nebo s ranými mluvčími Japonsko-rjúkjúskými jazyky mimo vliv dvora Jamato. Emiši vykazují zřetelné materiálně kulturní vazby na hokkaidské Ainuy. Na základě jakoby ainských toponym v celé oblasti Tóhoku dochází k tvrzením, že Emiši, stejně jako Ainuové, byli potomky kmenů z podžómonského období (asi 340 př. n. l. ─ 700 n. l.) a původně hovořili jazyky příbuznými Ainštině.
V období Nara (710–794) označoval termín Emiši lidi, kteří žili v oblasti Tóhoku a jejichž životní styl a kultura se výrazně lišily od životního stylu a kultury lidu Jamato. V té době se jednalo o kulturní a politický pojem bez rasového rozlišení.
Od poloviny období Heian byli Emiši, kteří nespadali pod vládu dvora Jamato, označováni jako severní Emiši. Začalo se jim říkat „Ezo“ (Emiši). První písemnou zmínku o „Ezo“, o němž se předpokládá, že mohl být Ainu, lze nalézt ve svitcích Suwa Daimjódžin Ekotoba (Ilustrovaný záznam o svatyni Suwa Daimjódžin) dokončených roku 1356. Ainuové skutečně již od 13. století obývali Sachalin, Kurilské ostrovy a severovýchod ostrova Hokkaidó, oblast Tóhoku.

## Folklór

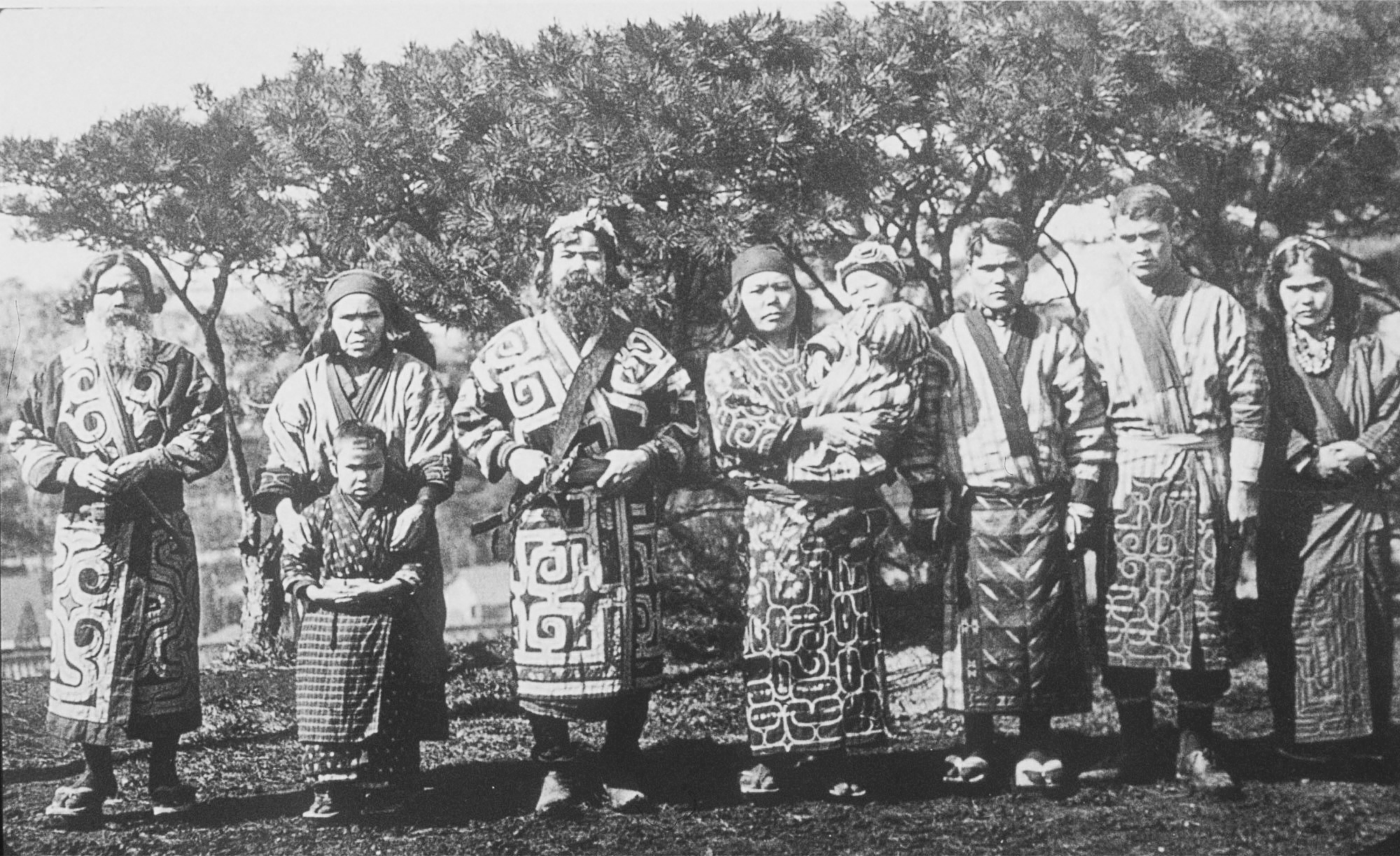
Ainuové v tradičních oděvech na fotografii z roku 1904

### Odívání
Základem tradičního oděvu Ainuů byl plášť vyráběný z plátna utkaného rostlinných vláken, bavlněné látky či jiných materiálů. Mužský plášť je dlouhý po lýtka, v zimních měsících je navíc doplněn vestou z kožešiny. Ženy tradičně nosí pod pláštěm, který je dlouhý až ke kotníkům, ještě uzavřený nátělník (mour). Oděvy pro slavnostní příležitosti byly bohatě zdobeny ruční výšivkou či různými aplikacemi, které vytváří geometrické vzory. Ainuové vyráběli své pláště z pláten utkaných z vláken stromů (attuš), jako jsou například jilmy, kopřiv či jesencovitých (retarpe), z nichž bylo plátno mnohem světlejší než z ostatních rostlin. Obchodem s Japonci získávali Ainu bavlněné látky, z nichž šili pláště zdobené výšivkou (čikarkarpe), či velkou aplikací z bílé látky (kaparamip). Ainuové z Kurilských ostrovů neměli dostatek materiálu pro výrobu takovýchto oděvů a proto sešívali z kůží mořských ptáků (alky, albatrosi) kabáty (rapuri), které dobře izolovaly teplo a zároveň chránily před deštěm (díky ptačímu peří). Ainu ze Sachalinu zas šili pláště z kůží ryb a jiných zvířat (ur).
Během slavnostních příležitostí nosí muži sapanupe, čelenku upletenou z lýka. Tato čelenka je zdobená dřevěnými figurkami zvířecích božstev a jinými ornamenty. Muži také tradičně nosí meč (emuš) zpevněný na popruhu přes rameno (emuš at). Ženy se zdobí kovovými kruhovými náušnicemi (nikari), vyšívanou čelenkou (matanpuši) a náhrdelníkem ze skleněných korálků (tamasai).

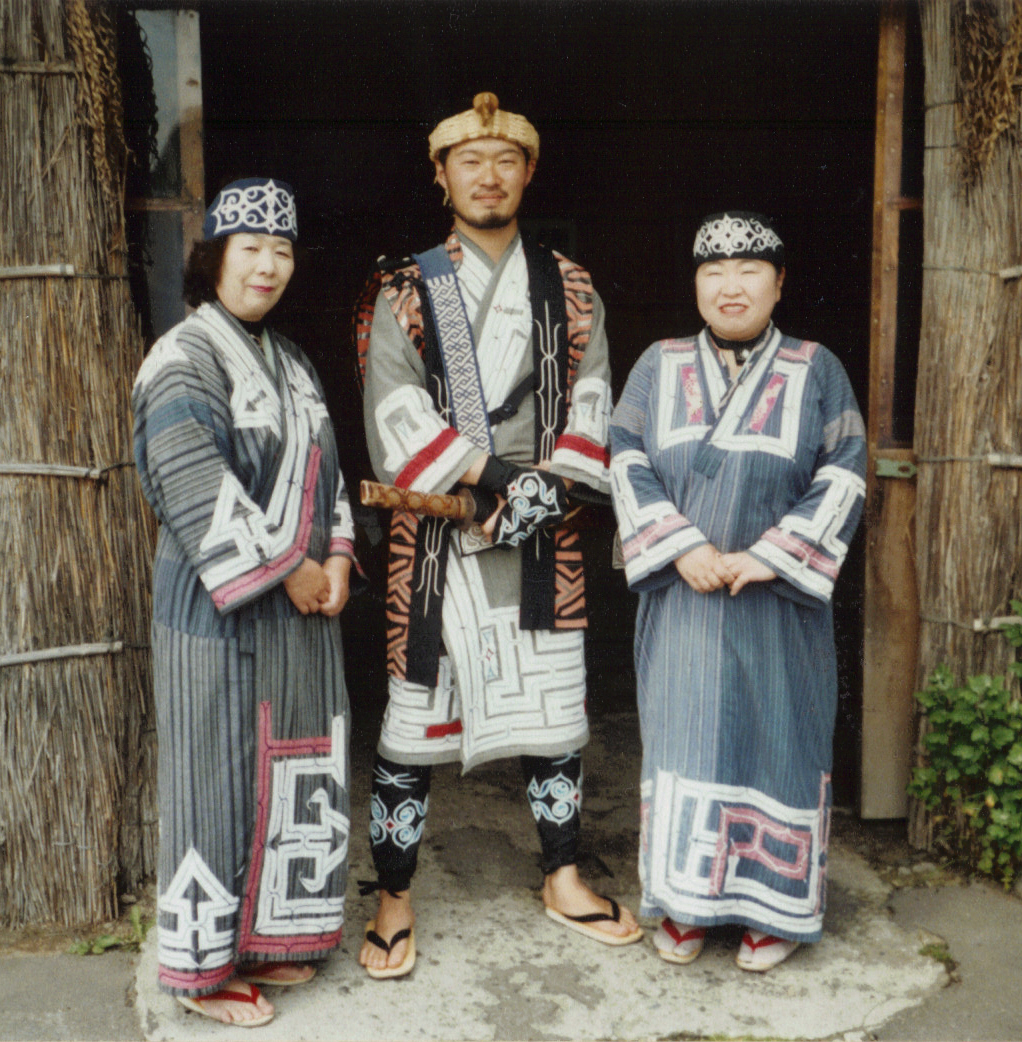
Muž a ženy v tradičních oděvech hokkaidských Ainu
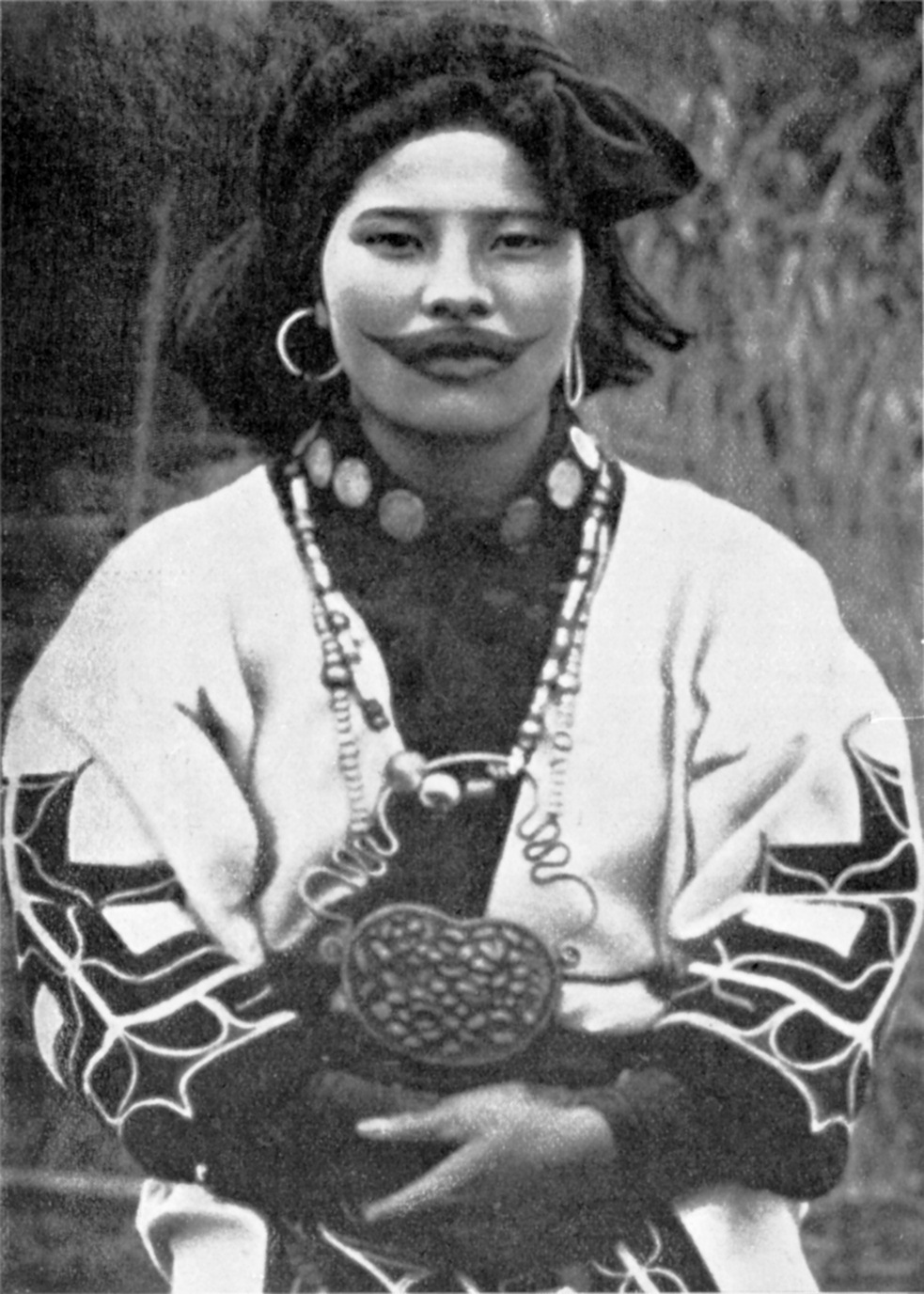
Ainuská dívka ve slavnostním oděvu a s tetováním okolo úst
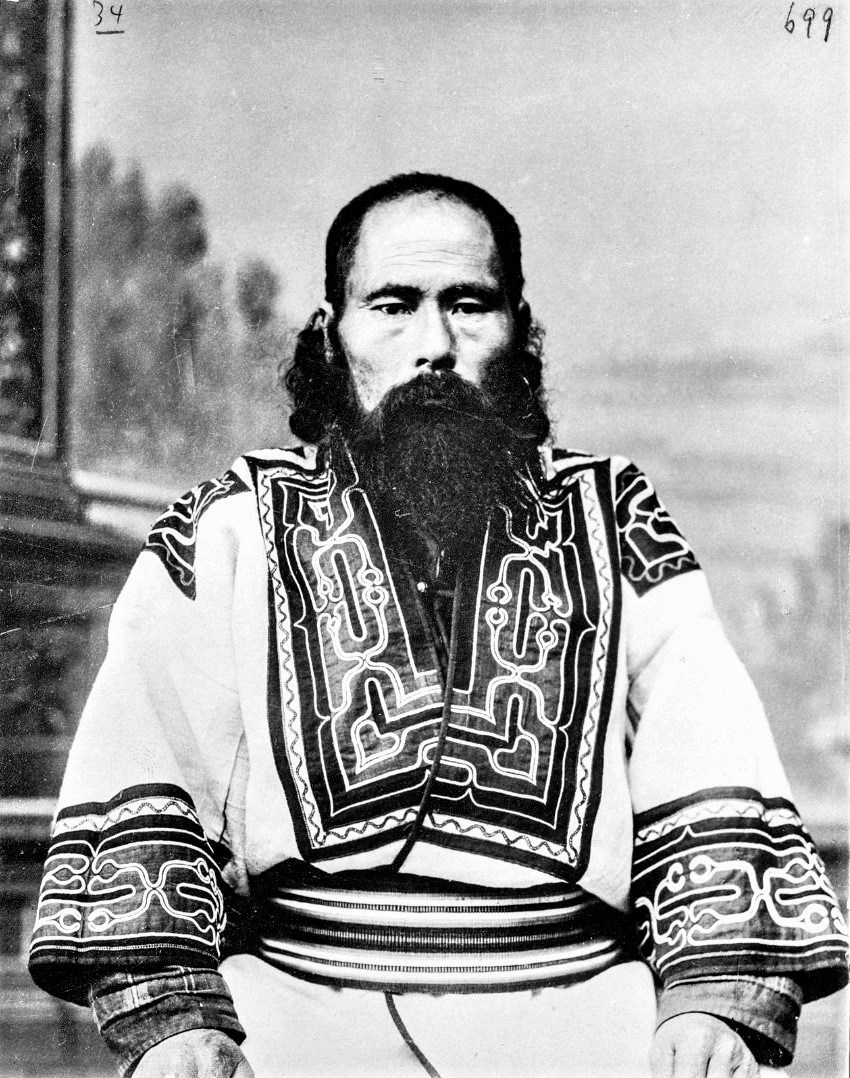
Sachalinský Ainu ve zdobeném kostýmu
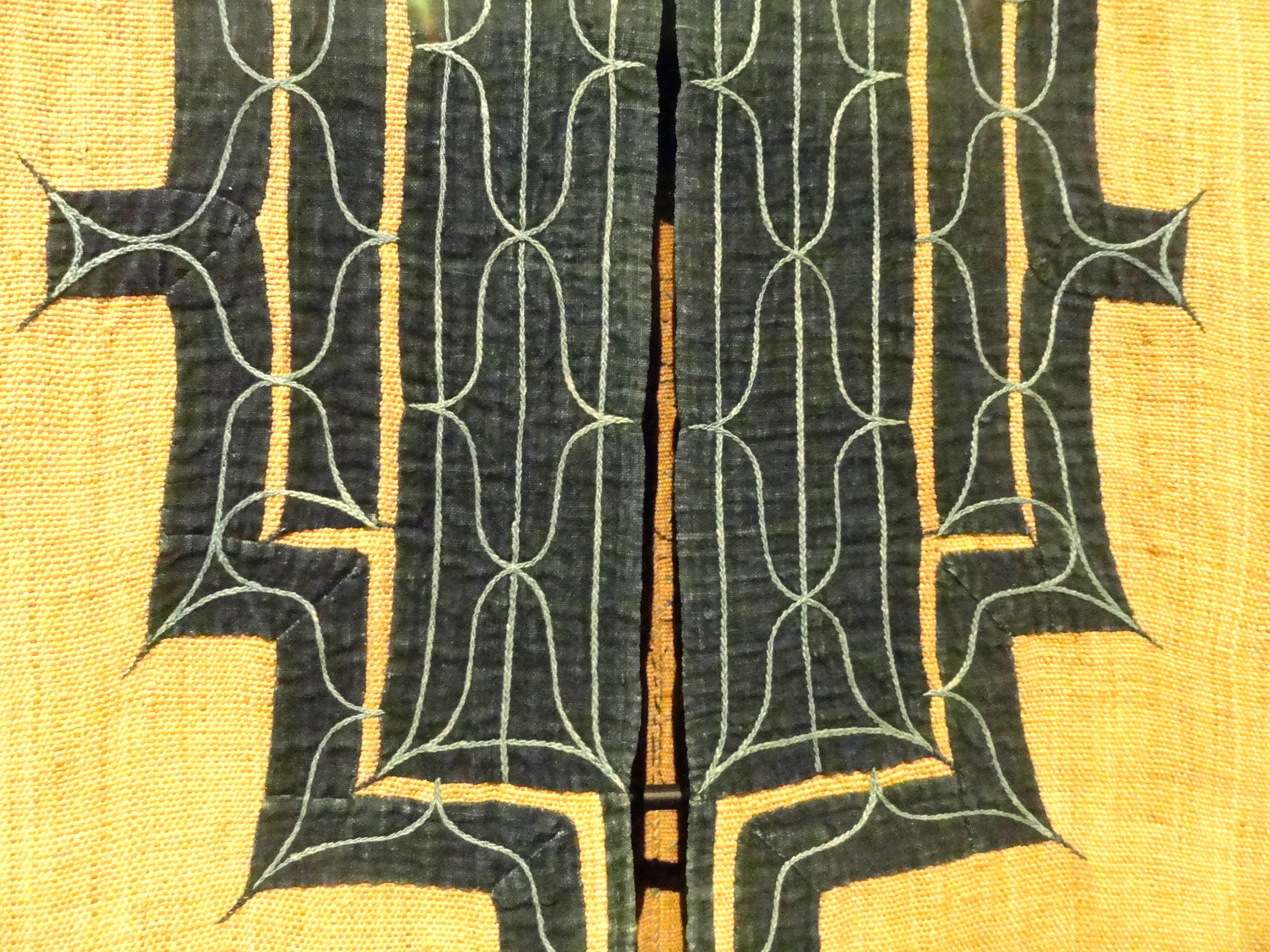
Tradiční výšivka a látková aplikace
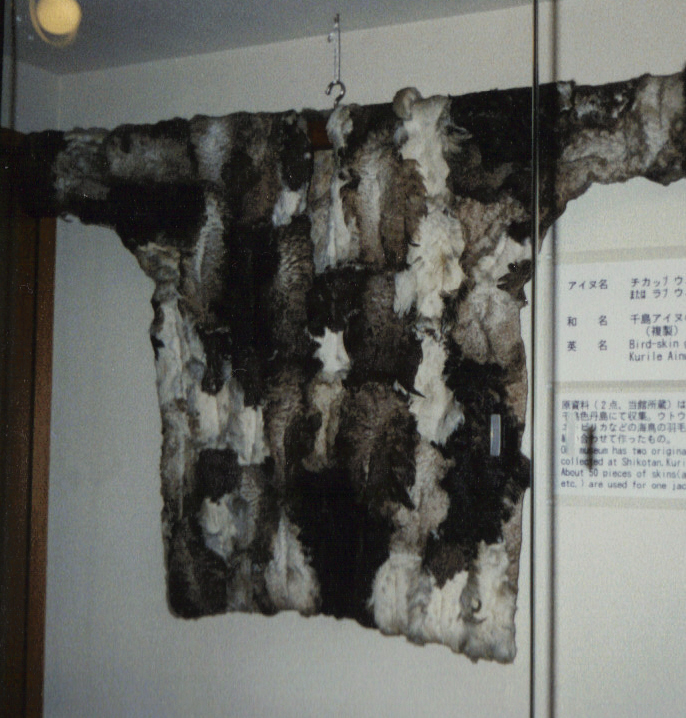
Ainský kabát z ptačích kůží z Kurilských ostrovů
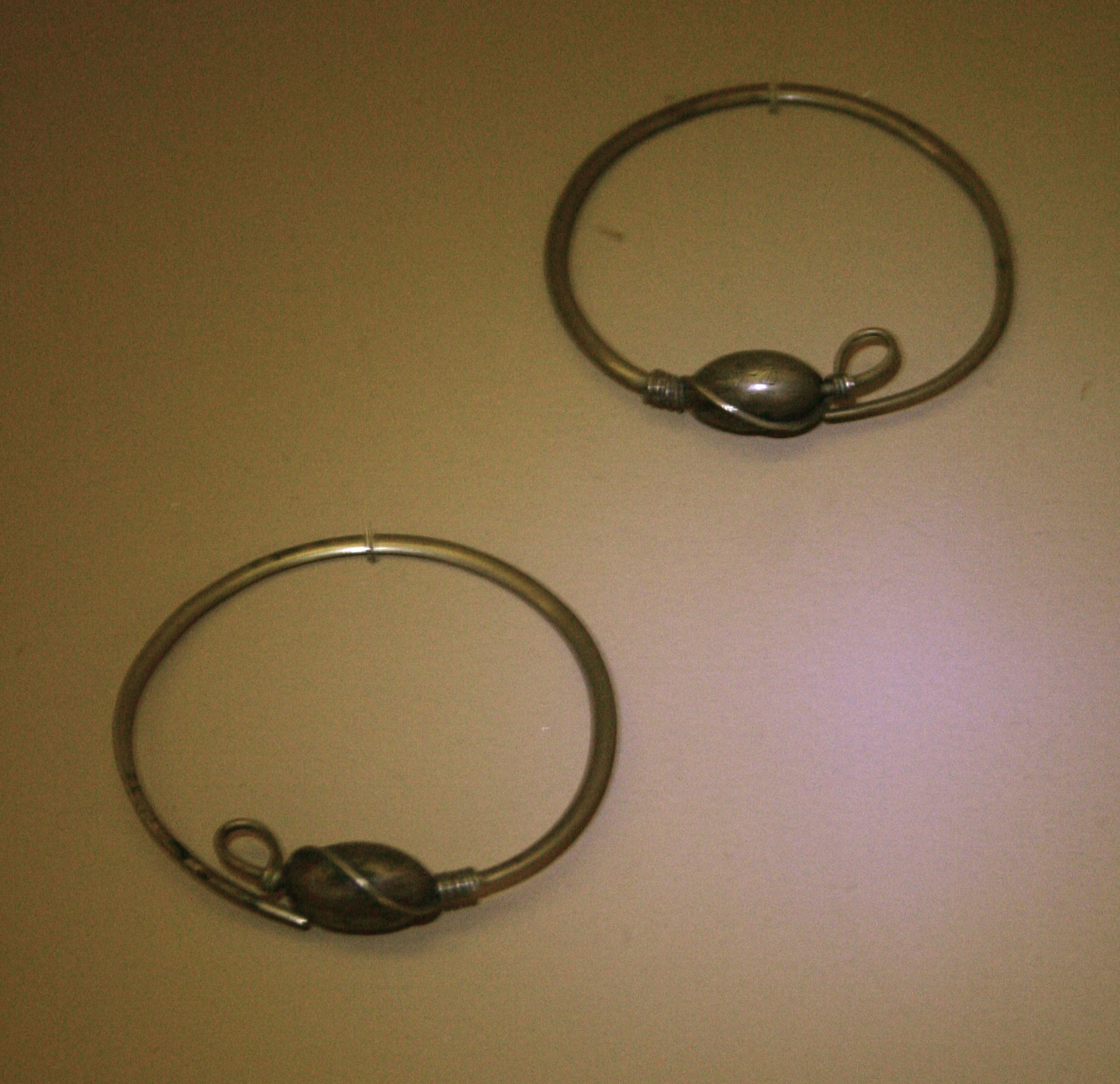
Ainské náušnice nikari
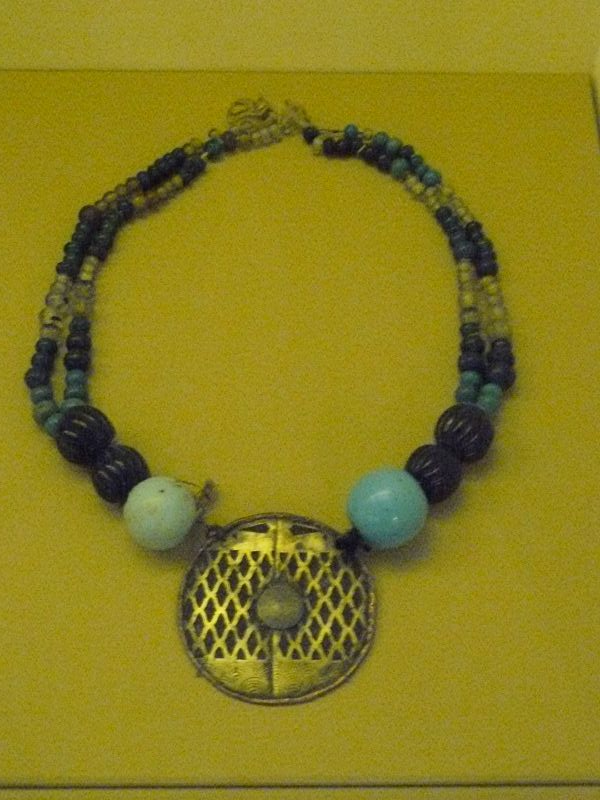
Náhrdelník tamasai

### Kuchyně

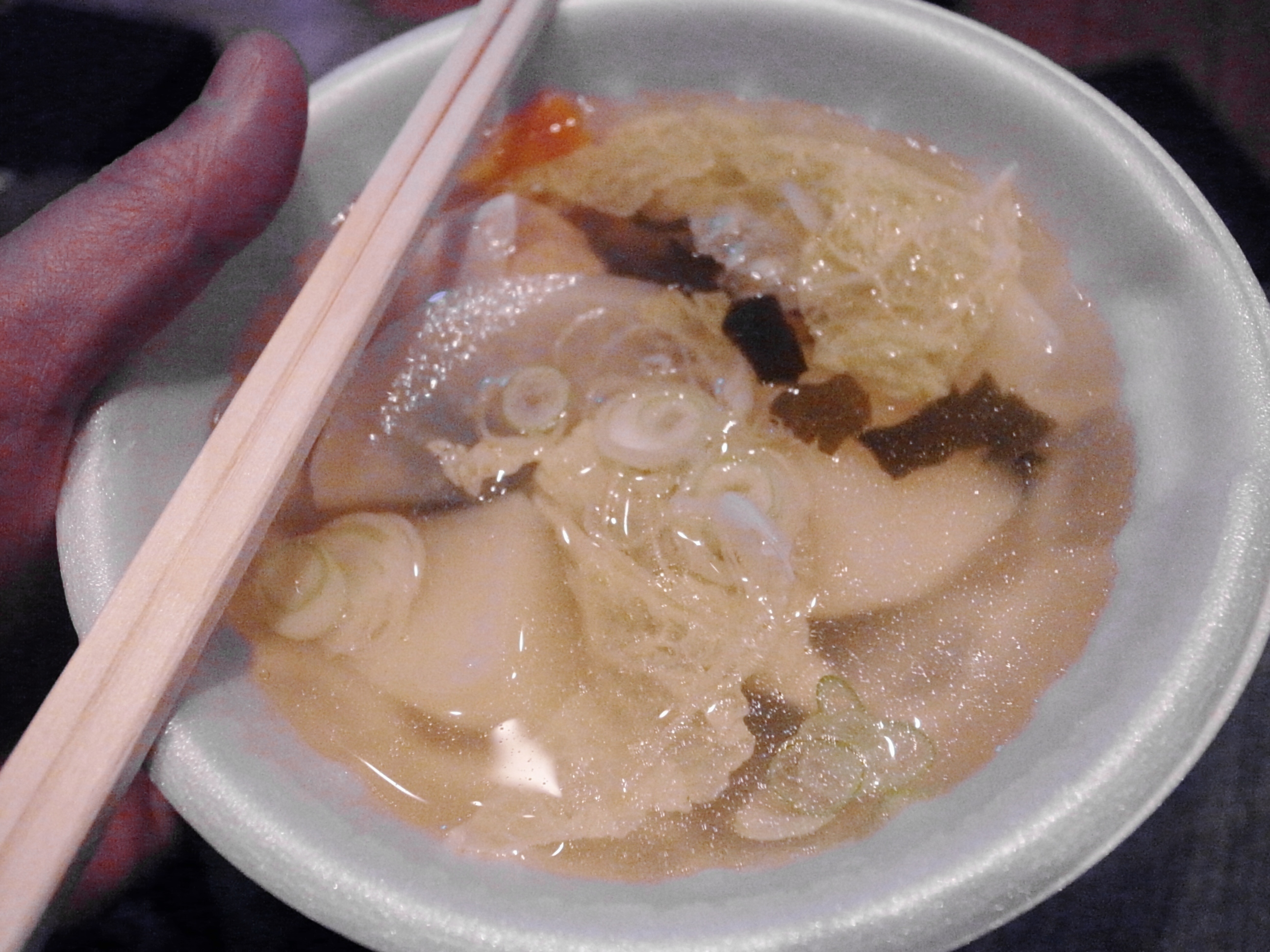
Ohaw, ainská polévka z masa a zeleniny

Většina potravin, které Ainu získali lovem, sběrem, či vypěstováním, se tradičně upravovala sušením, uzením či vařením. Jídlo se skladovalo ve skladištích nazývaných pu. Základním jídlem byla polévka ohaw či rur, připravovaná z vývaru, masa a různých druhů zeleniny a divokých rostlin. Existuje mnoho druhů ohaw, které se navzájem liší ingrediencemi, například kam ohaw (masová polévka), pukusa ohaw (polévka s česnekem hadím – pukusa), pukusakina ohaw (polévka se sasankou) a další. Přílohou byla obvykle sayo, obilná kaše připravovaná například z prosa (munčiro sayo) nebo ježatky (piyapa sayo). Tradiční strava také zahrnovala například sušeného lososa či vařené divoké rostliny a zeleninu – rataškep.